# James Dole
James Drummond Dole (1877-1958), également surnommé le roi de l'ananas (en anglais : Pineapple King), est le dirigeant d'une entreprise d'ananas, situé dans le royaume d'Hawaï, dans l'archipel d'Hawaï, océan Pacifique, qui devint plus tard la Dole Food Company.
Son cousin, Sanford Ballard Dole devint en 1894 le président autoproclamé de la république d'Hawaï, jusqu'à l'annexion par les États-Unis d'Amérique et le resta jusqu'en 14 juin 1900.